# Wörth an der Isar
Wörth an der Isar là một đô thị thuộc huyện huyện Landshut trong bang Bayern nước Đức. Đô thị Wörth an der Isar có diện tích 4,84 km², dân số thời điểm ngày 31 tháng 12 năm 2006 là 2398 người.